# Luke Lugs Luggage
Luke Lugs Luggage er en amerikansk stumfilm fra 1916.

## Medvirkende
- Harold Lloyd som Luke
- Gene Marsh
- Snub Pollard
- Bebe Daniels